# Niwki (rejon łokniański)
Niwki (ros. Нивки) – wieś (ros. деревня, trb. dieriewnia) w zachodniej Rosji, w wołoscie Michajłowskaja (osiedle wiejskie) rejonu łokniańskiego w obwodzie pskowskim.

## Geografia
Miejscowość położona jest nad rzeką Żabrowka, 2 km od drogi regionalnej A-122, 11 km od centrum administracyjnego osiedla wiejskiego (Michajłow Pogost), 3,5 km od centrum administracyjnego rejonu (Łoknia), 159 km od stolicy obwodu (Psków).

## Demografia
W 2010 r. miejscowość zamieszkiwało 16 osób.